# Хо Нам Вай
Хо Нам Вай (30 квітня 2002) — гонконгська плавчиня.
Призерка Азійських ігор 2018 року.